# Maljkovo
Maljkovo je naselje u općini Hrvace, u Splitsko-dalmatinskoj županiji.

## Povijest
Maljkovo zajedno sa selima Potravljem i Satrićem čini župu sv. Filipa i Jakova apostola.
Nove su stanovnike u 17. st. dobili kad je dušobrižnik i narodni vođa hercegovačkih katolika Franjo Marinović 1696. uz pomoć franjevaca iz Živogošća preveo 736 katoličkih obitelji (oko 5000 duša) iz Brotnja u krajeve pod mletačkom vlašću (u Potravlje, Muć i Grab).
Pobunjeni srbi zajedno s četnicima i JNA su u Domovinskom ratu u rujnu i listopadu 1991. okupirali ovaj kraj zapalili 90% kuća ove župe, dvije škole i sve katoličke crkve. Hrvati su tad bili prisiljeni napustiti svoje domove te su izbjegli ili bili prognani.
U NOB-u tijekom Drugog svjetskog rata sudjelovalo je 11 stanovnika.

## Zemljopis
Naselje se nalazi u blizini Perućkog jezera.

## Stanovništvo
1869. podaci su sadržani u naselju Potravlje. Od 1948. iskazuje se kao naselje.
| broj stanovnika | 201   |       | 270   | 317   | 298   | 323   | 351   | 375   | 483   | 341   | 191   | 221   | 199   | 153   | 82    | 76    | 61    |
|                 | 1857. | 1869. | 1880. | 1890. | 1900. | 1910. | 1921. | 1931. | 1948. | 1953. | 1961. | 1971. | 1981. | 1991. | 2001. | 2011. | 2021. |